# Сиампи, Ив
Ив Сиампи́ (фр. Yves Ciampi с полным именем Ив Жан Мари Сиампи фр. Yves Jean Marie Ciampi; 9 февраля 1921, Париж, Франция — 5 ноября 1982, там же) — французский режиссёр и сценарист. Лауреат престижной французской награды Победы французского кино (1951) и Золотого приза Московского международного кинофестиваля (1965). Оказался известен в Советском Союзе как Ив Чампи.

## Биография
Ив Сиампи родился в Париже 9 февраля 1921 года в семье известного французского пианиста и преподавателя Парижской консерватории с итальянскими корнями Марселя Сиампи (фр. Marcel Ciampi, 1891—1980) и скрипачки франко-итало-еврейского происхождения Ивонн Астрюк (фр. Yvonne Astruc, 1889—1980). Тётей со стороны отца будущего режиссёра была певица Габриэль Риттер Сиампи (фр. Gabrielle Ritter Ciampi). Во время частых гастролей его родителей маленький Ив воспитвается его крёстной матерью, поэтессой Мартой Лаклош (фр. Marthe Lacloche), которая прививает ему любовь к литературе. А позднее на его духовное образование большое влияние окажет его друг, которого он называл своим младшим братом, Жан-Шарль Такелла (фр. Jean-Charles Tacchella), ставший также режиссёром и сценаристом.
Ив Сиампи блестяще учится в школе французской столицы и собирается получать профессию в области медицины, хотя уже проявляет интерес к кино. Когда ему исполняется 15 лет, его родители покупают сыну 16-миллиметровую кинокамеру, и он начинает снимать короткие фильмы. На один из них, который он делает в поездке по Греции, обращает внимание Пьер Лазарефф (фр. Pierre Lazareff), журналист в то время, и способствует его продвижению.
Продолжая учебу профессии врача и одновременно обучаясь технике киносъёмки, он объединяет эти два направления, выпустив в 1940 году короткометражный фильм о заболевании раком. В 1941 году, после своего 20-го дня рождения, он делает третью работу Mort interdite (Смерть под запретом).

### Выбор пути
В 1942 году Ив Сиампи прерывает получение образования, чтобы присоединиться к Свободным французским силам, и принимает участие в боевых действиях в Африке. По возвращении на родину, он в составе 2-й бронированной дивизии генерала Филиппа Леклерка участвует в битве за Париж, снимая также на камеру освобождение столицы, на основе чего получается 8-миллиметровый документальный фильм Compagnons de la gloire — La division Leclerc dans la bataille (Сподвижники славы — дивизия Леклерка в бою).
Награждённый орденом Почётного легиона, Военным крестом (фр. Croix de Guerre 1939—1945) и медалью Сопротивления, после демобилизации в 1945 году Ив Сиампи успешно заканчивает медицинский факультет, но решает работать в области седьмого искусства. В 1946 году он снимает короткометражный фильм Les Cadets du conservatoire (Кадеты консерватории) о подготовке военных музыкантов в учебном заведении, где преподают его родители. Потом у него появляется возможность стать ассистентом Жана Древиля на съёмках совместного с Норвегией военного фильма La bataille de l’eau lourde (Битва за тяжёлую воду), после чего Ив Сиампи продолжает с ним работать в совершенно другом жанре — в комедии Les casse-pieds (Зануды). В 1948 году он присоединяется к команде Андре Юнебеля, для которого он также участвует в написании сценария комедии Métier de fous (Сумасшедшая работа, 1948), за ним следуют «Миллионеры на один день» (1949) и «Миссия в Танжере» (1949). Так шаг за шагом Ив Сиампи подходит к своим первым режиссёрским работам, комедийным детективам: Suzanne et ses brigands (Сюзанна и её бандиты, 1949) в сотрудничестве с писателем и автором уже нескольких замеченных сценариев, Пьером Вери (фр. Corinne MarchandPierre Véry), и Некий господин (1950) по книге Жана Ле Алье (фр. Corinne MarchandJean Le Hallier).

### Первый успех
В 1951 году Ив Сиампи и готовит совместно с Пьером Вери (Pierre Véry) и по его роману Un grand patron (Большой босс) сценарий для одноимённой драмы на близкую ему медицинскую тему. Поскольку его кандидат на главную роль, Луи Сенье, оказывается занят, Ив Сиампи останавливает свой выбор на Пьере Френе, случайно встреченным им на съёмочной площадке, и не скрывает от него проблему с поиском продюсера. Его критический портрет блестящего парижского хирурга, заведующего крупным хирургическим отделением, который становится амбициозным и чёрствым по отношению к близким, может вызвать негодование в секторе общественного здравоохранения. Однако тщательная разработка, точная передача медицинской среды (он в том числе использует несколько сцен из документального фильма) и мастерское актёрское исполнение вызывают огромный зрительский успех и приносят престижную для тех лет награду, Победы французского кино (фр. Victoires du cinéma français). Правда, сцена вечеринки в приёмной, где девушка танцует на столе, вызывает давление со стороны организаций, защищающих «приличия», которые добивались запрета фильма.

### В зените
В те годы Ив Сиампи считается лучшим французским режиссёром молодого поколения. Он задумывает новый проект с Жан-Шарлем Такеллой с участием двух международных звезд: Орсона Уэллса и Мишель Морган, но продюсеры категорическм отказываются ангажировать экстравагантного американского актёра. Сиампи и Такелла предпочитают отказаться от проекта, который так никогда и не будет реализован, чем обидить отказом Уэллса.
В 1952 году по сценарию, написанном актёром Фернаном Граве (фр. Fernand Gravey) на основе пьесы Жана Гиттона (фр. Jean Guitton) Je l’aimais trop, и с его же интерпретацией главного персонажа Ив Сиампи снимает довольно успешную комедию Le Plus Heureux des hommes (Самый счастливый из людей). После короткометражного документального фильма о Бретани режиссёр возобновляет работу с Пьером Вери и ещё дважды обращается к опыту своей первой профессии. В 1963 году он выпускает драму L’Esclave (Раб), один из первых фильмов, изображающих разрушительные последствия употребления наркотиков и показывающий повседневную жизнь наркомана, которым стал талантливый молодой композитор в исполнении Даниэля Желена (фр. Daniel Gélin). Ещё более тревожной оказывается экранизация одноимённого романа Пьера Вери Le Guérisseur (Целитель), где он рассматривает деликатный вопрос так называемой нетрадиционной медицины, объединяя Жана Маре, Даниэль Делорм и Мориса Роне. С «Большим боссом» эти два фильма образуют некий триптих, отмеченный синтезом двойной функции режиссёра-врача а также утверждающий две основные характеристики творчества Ива Сиампи: сочетание чёткого вымышленного сюжета с намерением решения социальной или гуманитарной проблемы.
В 1955 году Ив Сиампи отправляется в Либерию для съёмок несколько старомодной приключенческой драмы «Герои устали» по сценарию Жан-Шарля Такеллы. Фильм с Ивом Монтаном и Марией Феликс получает достаточно большой успех во Франции (2 874 200 зрителей), чтобы приступить к новому экзотическому производству. Весной 1956 года режиссёр едет в Японию на место будущего действия драмы о стихийном бедствии Typhon sur Nagasaki (Тайфун на Нагасаки), где банальность трактовки немного скрашивается экзотикой, любимой в то время французской публикой, когда путешествия на самолёте были очень дорогими, а телевидение — чёрно-белым. Фильм со звёздным дуэтом Жана Маре и Даниэль Дарьё, дополненный 24-летней японской актрисой Кэйко Киси, в которую влюбляется Ив Сиампи, в условиях жёсткой конкуренции привлекает полтора миллиона зрителей в кинотеатры Парижа и 3 миллиона по всей стране, войдя в топ-20 года. Это был новый успех для актёров и для режиссёра, переживающего также личное счастье: женитьбу на Кэйко Киси.
В 1958 году он руководит съёмкой ещё одной приключенческой драмы Le vent se lève (Порыв ветра) с Курдом Юргенсом и Милен Демонжо, а затем пробует себя в направлении синема верите с биографический драмой «Кто вы, доктор Зорге?» (1960) о шпионе Абвера Рихарде Зорге, передавшем СССР информацию о готовящимся в 1941 году немецко-фашистском вторжении. Этот фильм оценивают как предвосхищающий жанр Франческо Рози, который несколько лет спустя будет сопровождать триумф в Италии.
В 1962 году Ив Сиампи со своей командой с присутствием Мориса Роне и Корин Маршан на несколько недель совершает поездку в Африку с целью съёмок Liberté 1 (Свободы 1) о реалиях получившего независимость Сенегала. Фильм избирается в том же году для официального конкурса Каннского кинофестиваля, но не очень интересует рядовых зрителей (177 988 проданных во Франции билетов).
В 1960-е годы Ив Сиампи снимает два своих последних полнометражных фильма для большого экрана. Фантастический триллер Le Ciel sur la tête (Небо над головой, 1965) о нападении НЛО на военный корабль найдёт французскую публику только тогда, когда пойдет на малом экране, но получит Золотую премию на 4-м Московском международном кинофестивале. Режиссёр снова приедет в Москву в 1969 году, на этот раз чтобы работать в жюри фестиваля. Но его драма À quelques jours près (Через несколько дней, 1969), в котором он сравнивает студенческие беспорядки 1968 года в Праге и Париже, останется малоизвестной как во Франции, так и за границей.
Уважаемый за высокий профессионализм и воплощающий пресловутое «французское качество», язвительно, но не совсем справедливо высмеянное Франсуа Трюффо, Ив Сиампи также иногда не избегает критики. Признавая отличное умение режиссёра передать психологическое напряжение, находят недостатком его несколько примитивную драматургию, а конкретно: его персонажи вместо того, чтобы руководствоваться своей собственной логикой, подчиняются правилам композиции, которые блокируют их в драматических обстоятельствах. Считают, что сначала Новая волна, затем события «68» приводят Ива Сиампи к постепенному отдалению от кинематографической сферы, заставив некоторых говорить о нём как о принесённом в жертву режиссёре.

### На телевидении
В начале 70-х годов Ив Сиампи переходит работать на телевидение, где сначала выпускает любовную мыльную оперу Christa (Криста, 1971). Затем он делает исторические телевизионные фильмы для телесериала Les dossiers de l'écran (Досье экрана): Staline-Trotsky : Le Pouvoir et la révolution (Сталин-Троцкий: власть и революция, 1978), Le grand fossé (Большой разрыв) о расколе социалистического движения на конгрессе в Туре и Le président est gravement malade (Президент серьёзно болен, 1980) о последних годах президентства Вудро Вильсона. В 1981 году Ив Сиампи посвящает Сталину телевизионный фильм Staline est mort (Сталин мёртв), с Жаном Мартинелли фр. Jean Martinelli. Его документальные короткометражные фильмы о лодке Эрика Табарли (фр. Éric Tabarly) Pen Duick VI (Пен Дьюк VI, 1973) и La Durance (Дюранс, 1974) соответственно награждаются Золотым львом фестиваля океанографического кино и Гран-при промышленного фестиваля в Биаррице.
Ив Сиампи уходит из жизни в Париже 5 ноября 1982 года в возрасте 61 года по причине кардиологического характера.

### Личная жизнь
Ив Сиампи был дважды женат.
Со своей первой супругой, актрисой Кэйко Киси, режиссёр познакомился в Японии в 1956 году на съёмочной площадке своего фильма «Тайфун над Нагасаки» и после окончания съёмок увёз её в Париж, где 4 мая 1957 года состоялась их свадьба. Молодая актриса находилась тогда на вершине славы в Японии, и ей приходилось делить жизнь между двумя странами. В 1963 году у пары родилась дочь Дельфин Сиампи (фр. Delphine Ciampi, в браке Ellis), ставшая музыкантом и композитором, преимущественно в кино.
Брак её родителей распался в начале 1975 года.

### Другие виды деятельности
- президент синдиката техников кино (фр. Syndicat des techniciens du cinéma) c 1955 года
- президент ассоциации врачей-кинематографистов (фр. Association des médecins cinéastes)
- член программного комитета телекомпании ORTF
- член группы отбора совместного кинопроизводства канала FR3

### Звания, награды и участие в конкурсе
| Военные награды                                                       | Военные награды |
| --------------------------------------------------------------------- | --------------- |
| Кавалер Почётного легиона                                             |                 |
| Кавалер Военного креста 1939—1945 годов фр. Croix de Guerre 1939-1945 |                 |
| Награждён Медалью Сопротивления                                       |                 |

| 1951 : Победы французского кино (фр. Victoires du cinéma français журнала Cinémonde (Приз директоров кинотеатров и Гран при зрителей) (Франция) — Un grand patron (Большой босс, 1951) |
| 1965 : Золотой приз 4-го Московского международного кинофестиваля (СССР) — Le ciel sur la tеtе (Небо над головой, 1965)                                                                |
| 1973 : Золотой лев (фр. Lion d’Or фестиваля океанографического кино — Pen Duick VI (Пен Дьюк VI, 1973)                                                                                 |
| 1951 : Гран-при промышленного фестиваля в Биаррице (Франция) — La Durance (Дюранс, 1951)                                                                                               |

| 1952 : 2-й Берлинский международный кинофестиваль (Германия) — Un grand patron (Большой босс, 1951) |
| 1955 : 16-й Венецианский кинофестиваль (Италия) — «Герои устали» (1955)                             |
| 1962 : 15-й Каннский кинофестиваль (Франция) — Liberté 1 (Свобода 1, 1962)                          |

## Творчество

### Фильмография
| Работы в кино | Работы в кино | Работы в кино | Работы в кино | Работы в кино                                       | Работы в кино                                                                           |
| Год           | Жанр          | Русское название | Оригинальное название | Основные исполнители                                | Примечание                                                                              |
| ------------- | ------------- | --- | --- | --------------------------------------------------- | --------------------------------------------------------------------------------------- |
| 1940          | к/м           | «Рак» | Le cancer |                                                     | режиссёр                                                                                |
| 1941          | к/м           | «Смерть запрещена» | Mort interdite |                                                     | режиссёр                                                                                |
| 1945          | д/ф           | «Сподвижники славы» | Les compagnons de la gloire |                                                     | режиссёр                                                                                |
| 1946          | к/м           | «Кадеты консерватории» | Les cadets du Conservatoire |                                                     | режиссёр и сценарист                                                                    |
| 1948          | к/ф           | «Битва за тяжёлую воду», реж. Жан Древиль                                                                                         | La Bataille de l’eau lourde / Kampen om tungtvannet, реж. Jean Dréville, Titus Vibe-Müller                                                             | Jens A. Poulsson, Johannes Eckhoff, Arne Kjelstrup  | ассистент режиссёра                                                                     |
| 1948          | х/ф           | «Сумасшедшая работа», реж. Андре Юнебель                                                                                          | Métier de fous, реж. André Hunebelle | Gaby Sylvia, Henri Guisol, Jean Tissier             | ассистент режиссёра и сценарист (совм.)                                                 |
| 1948          | х/ф           | «Парад утраченных времён» / «Зануды», реж. Жан Древиль                                                                            | Parade du temps perdu / Les casse-pieds, реж. Jean Dréville                                                                                            | Noël-Noël, Бернар Блие, Jean Tissier                | ассистент режиссёра                                                                     |
| 1948          | к/м           | «Военный лётчик, лётчик гражданской авиации»                                                                                      | Pilote de guerre, pilote de ligne |                                                     | режиссёр                                                                                |
| 1949          | х/ф           | «Миссия в Танжере», реж. Андре Юнебель                                                                                            | Mission à Tanger, реж. André Hunebelle | Реймон Руло, Gaby Sylvia, Mila Parély, Луи де Фюнес | технический консультант                                                                 |
| 1949          | х/ф           | «Сюзанна и её бандиты» | Suzanne et ses brigands | René Dary, Suzanne Flon, Pierre Destailles          | режиссёр                                                                                |
| 1949          | х/ф           | «Миллионеры на один день», реж. Андре Юнебель                                                                                     | Millionnaires d’un jour, реж. André Hunebelle | Gaby Morlay, Пьер Брассёр, Jean Brochard            | технический консультант                                                                 |
| 1950          | х/ф           | «Некий господин» / «Некий месье»                                                                                                  | Un certain Monsieur | René Dary, Hélène Perdrière, Луи Сенье              | режиссёр                                                                                |
| 1951          | х/ф           | «Большой босс» / «Перфекционист»                                                                                                  | Un grand patron | Пьер Френе, Renée Devillers, Жан-Клод Паскаль       | режиссёр и сценарист (совм.)                                                            |
| 1952          | док. к/м      | «Бретань» | Bretagne |                                                     | режиссёр                                                                                |
| 1952          | х/ф           | «Самый счастливый из людей» | Le Plus Heureux des hommes | Fernand Gravey, Maria Mauban, Жан-Клод Паскаль      | режиссёр                                                                                |
| 1953          | х/ф           | «Раб» | L’esclave | Daniel Gélin, Eleonora Rossi Drago, Barbara Laage   | режиссёр                                                                                |
| 1953          | к/ф           | «Целитель» | Le guérisseur | Жан Маре, Даниэль Делорм, Морис Роне                | режиссёр и сценарист (совм.)                                                            |
| 1955          | х/ф           | «Герои устали» | Les héros sont fatigués | Ив Монтан, Мария Феликс, Jean Servais               | режиссёр                                                                                |
| 1956—1974     | док. т/сериал | «В прямом эфире…», реж. Франсуа Шатель, выпуск от 15.12.1956                                                                      | En direct de…, реж. François Chatel, выпуск от 15.12.1956                                                                                              |                                                     | он сам                                                                                  |
| 1952—1958     | телепередача  | «Тридцать шесть свечей», реж. Лазар Иглезис, выпуск от 18.03.1957                                                                 | Trente-Six Chandelles, реж. Lazare Iglesis, выпуск от 18.03.1957                                                                                       |                                                     | он сам                                                                                  |
| 1957          | х/ф           | «Тайфун над Нагасаки» | Typhon sur Nagasaki / Printemps à Nagasaki / Un français à Tokyo                                                                                       | Даниэль Дарьё, Жан Маре, Кэйко Киси                 | режиссёр                                                                                |
| 1958—1964     | телепередача  | «Кинопанорама», передачи от 31.07.1958 и 04.07.1964                                                                               | Cinépanorama, передачи от 31.07.1958 и 04.07.1964 |                                                     | он сам                                                                                  |
| 1959          | х/ф           | «Порыв ветра» / «Часовая мина» | Le vent se lève | Курд Юргенс, Милен Демонжо, Alain Saury             | режиссёр и адаптация (совм.)                                                            |
| 1960          | х/ф           | «Кто вы, доктор Зорге?» | Qui êtes-vous, Monsieur Sorge ? | Томас Хольцман, Марио Адорф, Кэйко Киси             | режиссёр и сценарист (совм.)                                                            |
| 1962          | х/ф           | «Свобода I» | Liberté I | Hassane Fall, Корин Маршан, Морис Роне              | режиссёр и сценарист                                                                    |
| 1962          | т/ф           | «Улица Гавра», реж. Жан-Жак Вьерн                                                                                                 | Rue du Havre, реж. Jean-Jacques Vierne | Yori Bertin, Марк Мишель, François Vibert           | актёр                                                                                   |
| 1965          | х/ф           | «Небо над головой» | Le ciel sur la tête | André Smagghe, Marcel Bozzuffi, Henri Piégay        | режиссёр и сценарист (совм.)                                                            |
| 1967—1968     | т/сериал      | «Параллельный мир» | Le monde parallèle | Jürgen Neven-du-Mont, Benoît Girard, Anouk Ferjac   | режиссёр (4 эпизода, 1968), сценарист (совм. — 4 эпизода), co-продюсер (1 эпизод, 1967) |
| 1967—1980     | телепередача  | «Месье Синема», выпуск от 12.05.1969                                                                                              | Monsieur Cinéma, выпуск от 12.05.1969 |                                                     | он сам                                                                                  |
| 1969          | х/ф           | «Через несколько дней» | À quelques jours près | Thalie Frugès, Vít Olmer, Philippe Baronnet         | режиссёр, сценарист (сценарий и сюжет) и продюсер                                       |
| 1971          | т/сериал      | «Криста» | Christa | Christiane Krüger, Klaus Grünberg, Roger Van Hool   | режиссёр                                                                                |
| 1971          | т/сериал      | «Умму, белый дельфин» | Oum le dauphin blanc, реж. Vladimir Tarta | Séverine Morisot, Fernand Rauzéna, Gérard Rinaldi   | продюсер                                                                                |
| 1974—1982     | т/сериал      | «Косари ромашек», реж. Марсель Камю                                                                                               | Les Faucheurs de marguerites, реж. Marcel Camus | Jean-Jacques Moreau, Roger Pigaut, Alix Mahieux     | продюсер (1-й сезон, 7 эпизодов, 1974)                                                  |
| 1976          | х/ф           | «Не кусайся, тебя любят!», реж. Ив Аллегре                                                                                        | Mords pas, on t’aime !, реж. Yves Allégret | Bernard Fresson, Yves Coudray, Catherine Allégret   | продюсер                                                                                |
| 1973          | к/м           | «Пен Дьюк VI» | Pen Duick VI |                                                     | режиссёр                                                                                |
| 1974          | к/м           | «Дюранс» | La Durance |                                                     | режиссёр                                                                                |
| 1979—1980     | т/сериал      | «Досье экрана», эпизоды: «Сталин-Троцкий: власть и революция» (1979), «Глубокая пропасть» (1980), «Президент тяжело болен» (1980) | Les dossiers de l'écran, эпизоды: Le président est gravement malade (1980), Le grand fossé (1980), Staline-Trotsky: Le pouvoir et la révolution (1979) | Denis Manuel, Alain Mottet, Yvon Sarray             | режиссёр (3 эпизода)                                                                    |
| 1981          | т/ф           | «Сталин умер» | Staline est mort | Jean Martinelli, Jean Le Poulain, Yves Brainville   | режиссёр                                                                                |
| 1982          | т/ф           | «На грани» | Les nerfs à vif | Dany Carrel, Pierre Santini, Maurice Barrier        | режиссёр                                                                                |

### Публикации
- Ciampi, Yves-Jean-Marie. Les Différents modes d'administration de la pénicilline :  [фр.] // Médecine. — Paris : R. Foulon, 1946. — № 8.[3]
- Ciampi, Yves. Dans le cadre d'une enquête sur la censure et l'érotisme au cinéma :  [фр.] // Les Cahiers du Cinéma. — Paris, 1950. — № 42.[6]

## Бокс-офис кинофильмов Ива Сиампи во Франции
| Русское название            | Год выхода во Франции | Бокс-офис во Франции |
| --------------------------- | --------------------- | -------------------- |
| «Сюзанна и её бандиты»      | 1949                  | 604 477 зрителей     |
| «Некий господин»            | 1950                  | 773 684 зрителей     |
| «Большой босс»              | 1951                  | 3 737 966 зрителей   |
| «Самый счастливый из людей» | 1952                  | 1 230 405 зрителей   |
| «Раб»                       | 1953                  | 1 674 785 зрителей   |
| «Целитель»                  | 1953                  | 1 716 955 зрителей   |
| «Герои устали»              | 1955                  | 2 874 200 зрителей   |
| «Тайфун над Нагасаки»       | 1957                  | 2 974 430 зрителей   |
| «Порыв ветра»               | 1959                  | 1 341 596 зрителей   |
| «Кто вы, доктор Зорге?»     | 1960                  | 1 738 211 зрителей   |
| «Liberté I»                 | 1962                  | 177 988 зрителей     |

Данные для таблицы бокс-офиса взяты на французском сайте Box office story, поступающие туда от Национального центра кино и мультипликации (фр. Centre national du cinéma et de l'image animée).